# Captiva (Florida)
Captiva és una concentració de població designada pel cens dels Estats Units a l'estat de Florida. Segons el cens del 2000 tenia 379 habitants.

## Demografia
Segons el cens del 2000, Captiva tenia 379 habitants, 194 habitatges, i 130 famílies. La densitat de població era de 118 habitants per km².
Dels 194 habitatges en un 10,3% hi vivien nens de menys de 18 anys, en un 63,9% hi vivien parelles casades, en un 1,5% dones solteres, i en un 32,5% no eren unitats familiars. En el 25,3% dels habitatges hi vivien persones soles l'11,9% de les quals corresponia a persones de 65 anys o més que vivien soles. El nombre mitjà de persones vivint en cada habitatge era d'1,95 i el nombre mitjà de persones que vivien en cada família era de 2,25.
Per edats la població es repartia de la següent manera: un 8,2% tenia menys de 18 anys, un 1,1% entre 18 i 24, un 14,2% entre 25 i 44, un 44,1% de 45 a 60 i un 32,5% 65 anys o més.
L'edat mediana era de 58 anys. Per cada 100 dones de 18 o més anys hi havia 96,6 homes.
La renda mediana per habitatge era de 64.821 $ i la renda mediana per família de 120.488 $. Els homes tenien una renda mediana de 31.875 $ mentre que les dones 44.861 $. La renda per capita de la població era de 76.139 $. Cap de les famílies estaven per davall del llindar de pobresa.

## Poblacions més properes
El següent diagrama mostra les poblacions més properes.